# Alsóvadász
Alsóvadász é um município da Hungria, situado no condado de Borsod-Abaúj-Zemplén. Tem 22,9 km² de área e sua população em 2015 foi estimada em 1.511 habitantes.